# Röttenbach (powiat Roth)
Röttenbach – miejscowość i gmina w Niemczech, w kraju związkowym Bawaria, w rejencji Środkowa Frankonia, w regionie Industrieregion Mittelfranken, w powiecie Roth. Leży około 10 km na południe od Roth, nad rzeką Schwäbische Rezat, przy drodze B2 i linii kolejowej Monachium/Augsburg - Berlin.

## Dzielnice
W skład gminy wchodzą następujące dzielnice: 
- Röttenbach
- Mühlstetten
- Niedermauk
- Oberbreitenlohe
- Unterbreitenlohe

## Demografia
| Rok  | Liczba mieszk. |
| 1970 | 3484           |
| 1987 | 4242           |
| 2000 | 5226           |

## Zabytki i atrakcje
- stary kościół
- kaplica w dzielnicy Mühlstetten
- Kościół pw. św. Sebastiana (St. Sebastian) w dzielnicy Niedermauk